# Picozoa
Picozoa este o încrengătură de eucariote marine unicelulare heterotrofice cu o mărime de mai puțin de 3 μm. Prima specie identificată este Picomonas judraskeda.